# Toxicodendron rostratum
Toxicodendron rostratum là một loài thực vật có hoa trong họ Đào lộn hột. Loài này được T.L. Ming & Z.F. Chen miêu tả khoa học đầu tiên năm 1994.